# Liste von Schweizer Kartografen
Diese Liste von Schweizer Kartografen ordnet Personen aus der Schweiz, die sich hauptsächlich mit der Kartografie befassten  oder befassen. Sie teilt die Kartografen nach der Zeit ihres Wirkens ein und erhebt keinen Anspruch auf Vollständigkeit.

## 15. Jahrhundert

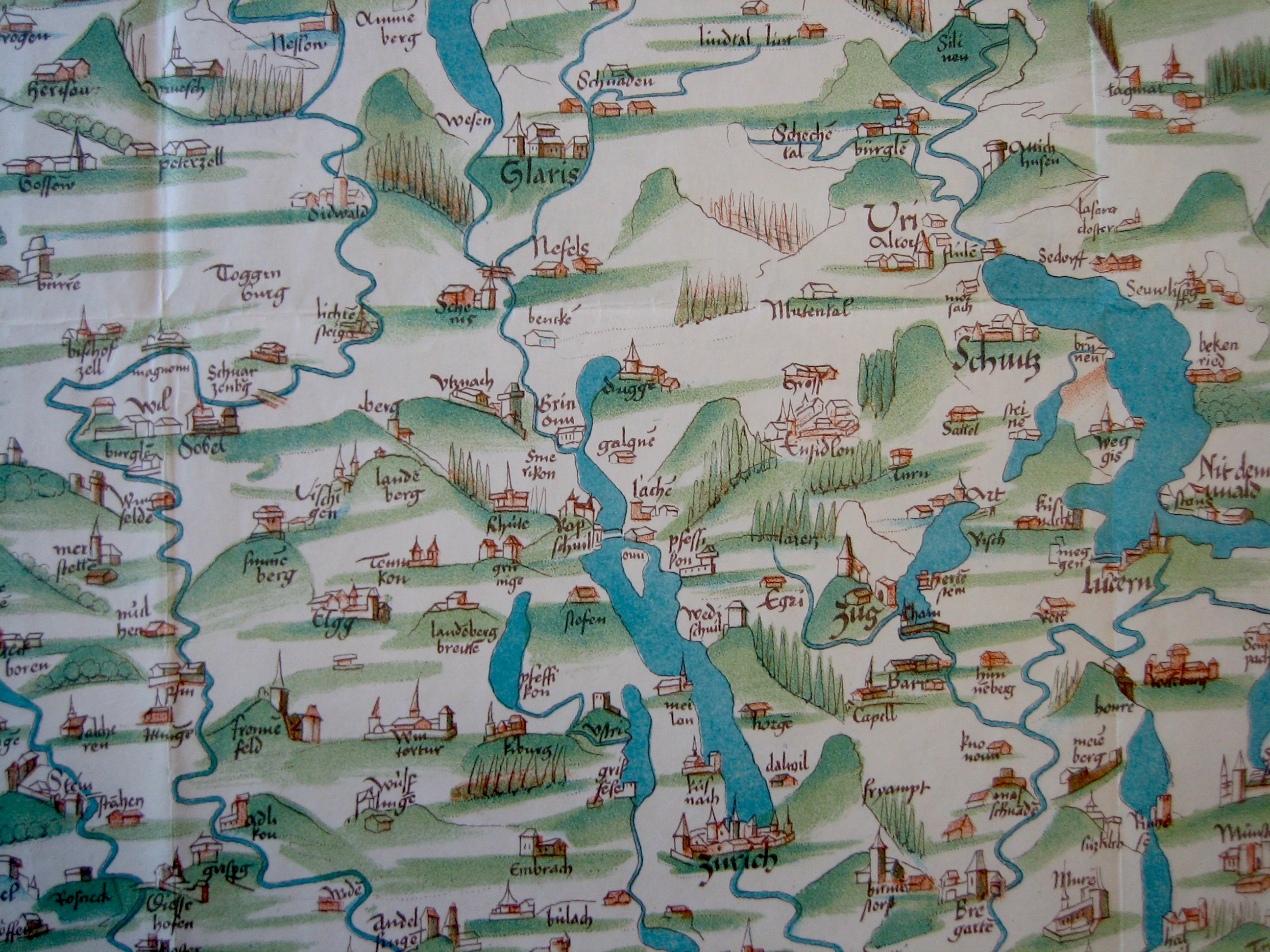
Ausschnitt aus der Karte von Konrad Türst

- Albrecht von Bonstetten (* 1445; † 1505)
- Konrad Türst (* 1450; † 1503)

## 16. Jahrhundert

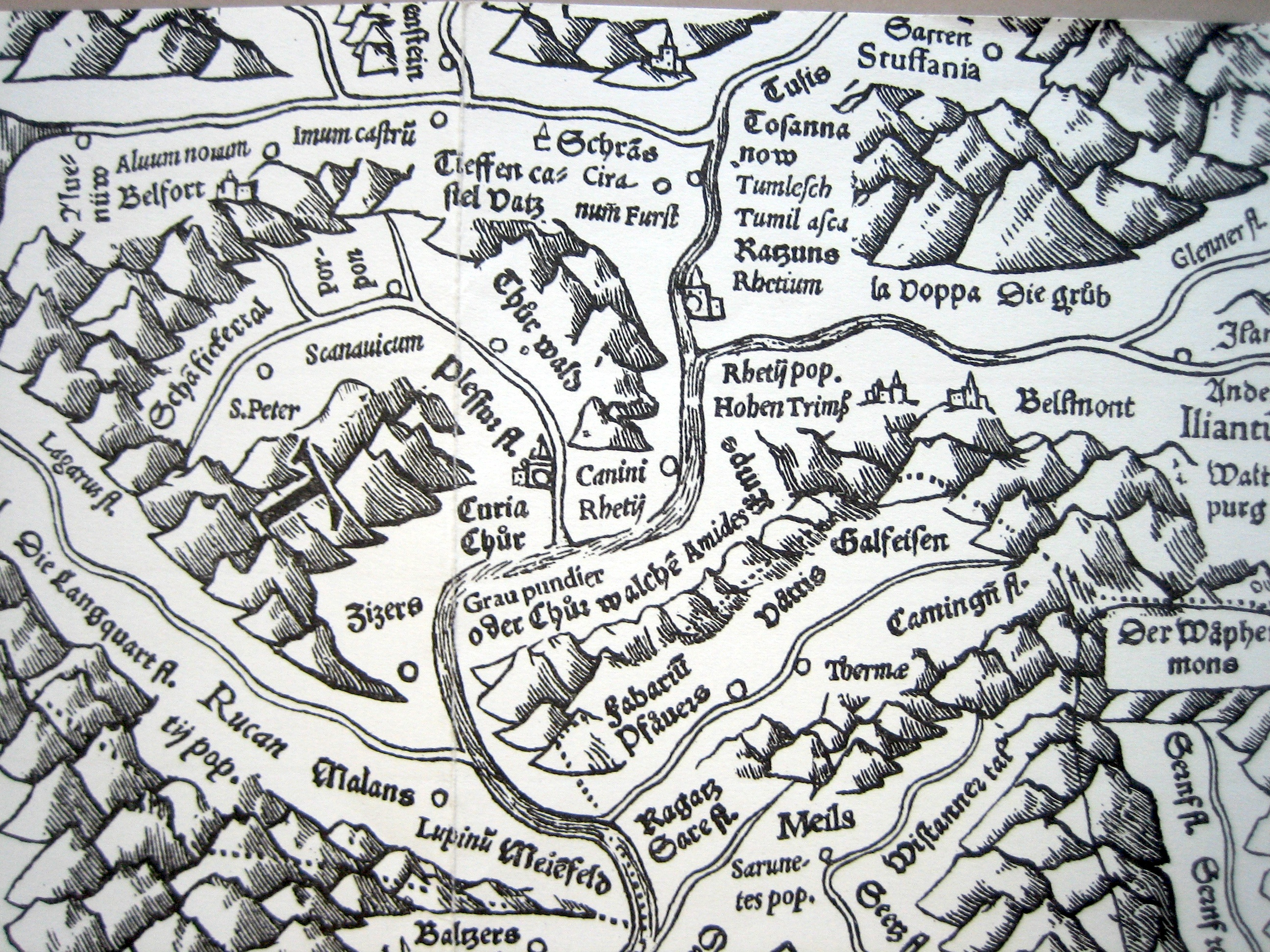
Ausschnitt aus Tschudis Schweizerkarte

- Ägidius Tschudi (* 5. Februar 1505 in Glarus; † 28. Februar 1572 ebenda)
- Johannes Stumpf (* 23. April 1500 in Bruchsal, Hochstift Speyer (heute Baden-Württemberg); † nach 1574 in Zürich)
- Jos Murer (* August oder September 1530 in Zürich; † 14. Oktober 1580 in Winterthur)
- Thomas Schöpf (* 1520 vermutlich in Breisach; † 1577 in Bern)
- Hans Conrad Gyger (* 22. Juli 1599 in Zürich; † 25. September 1674 ebenda)

## 17. Jahrhundert
- Jakob Schäppi

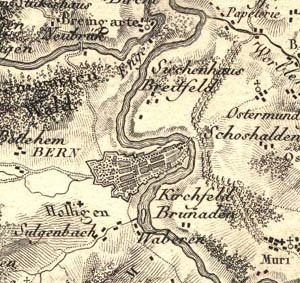
Bern im Atlas Suisse

- Johann Jakob Scheuchzer (* 2. August 1672 in Zürich; † 23. Juni 1733 in Zürich)
- Gabriel Walser (* 1695; † 1776)
- Jacques-Barthélemy Micheli du Crest (* 28. September 1690 in Genf; † 29. März 1766 in Zofingen)

## 18. Jahrhundert

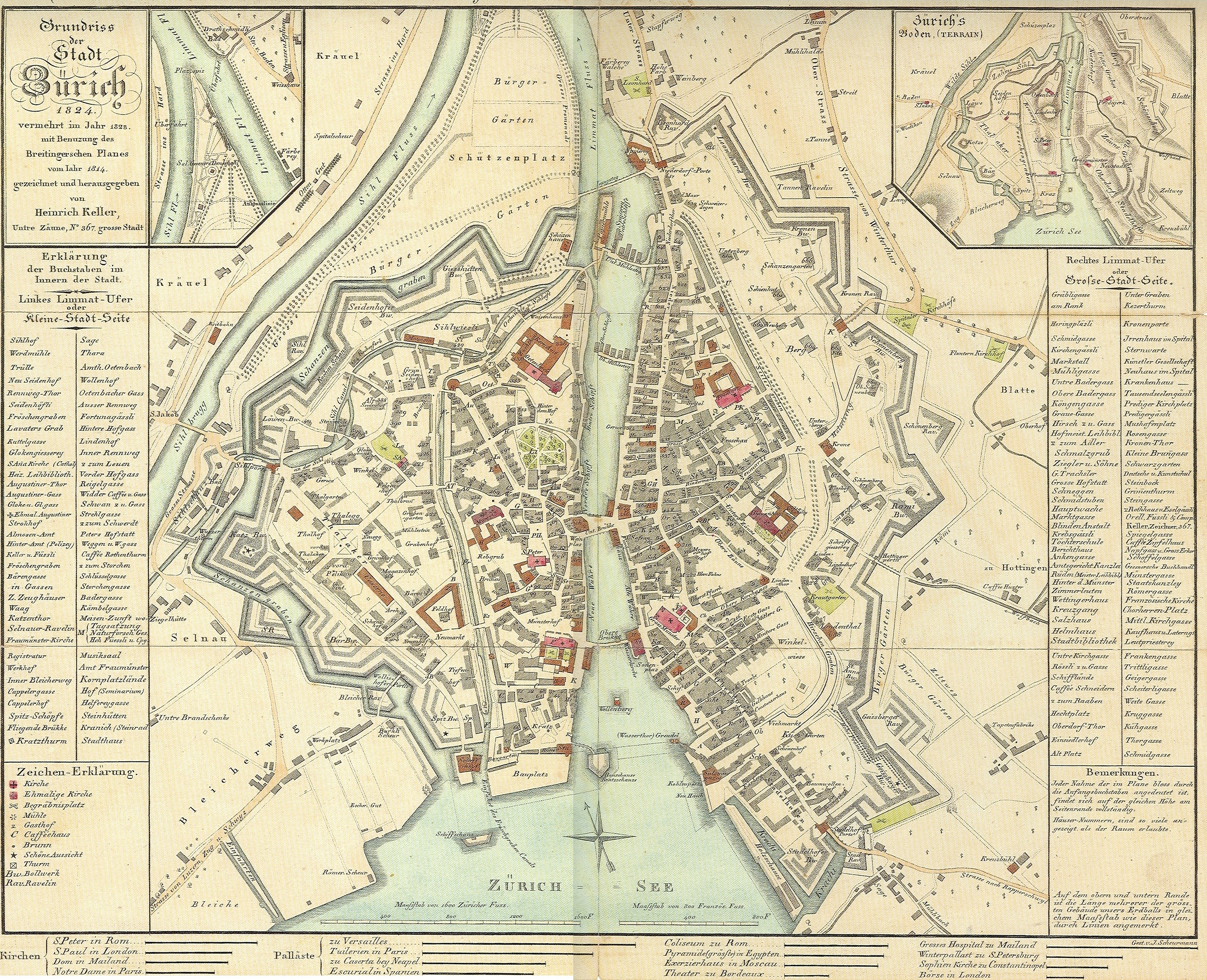
Kellers Plan der Stadt Zürich von 1824

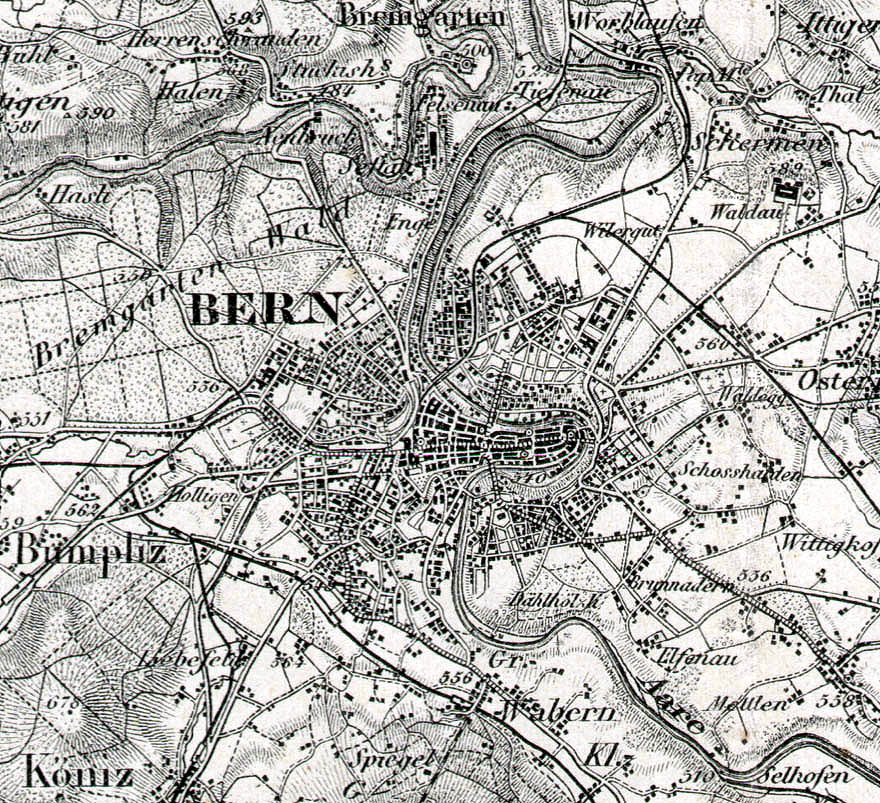
Bern auf der Dufourkarte

- Franz Ludwig Pfyffer von Wyher (* 18. Mai 1716 in Luzern; † 7. November 1802 ebenda)
- Guillaume Henri Dufour (* 15. September 1787 in Konstanz; † 14. Juli 1875 in Les Eaux-Vives, heimatberechtigt in Genf)
- Ferdinand Rudolph Hassler (* 7. Oktober 1770 in Aarau; † 20. November 1843 in Philadelphia)
- Heinrich Keller (* 11. Oktober 1778 in Zürich; † 18. September 1862 ebenda)
- Peter Hemmi (* 16. Oktober 1789 in Chur; † März 1852 ebenda)
- Joachim Eugen Müller  (* 12. Dezember 1752 in Engelberg; † 30. Januar 1833 ebenda), Atlas Suisse
- Johann Heinrich Weiss (* 10. Mai 1758 in Strassburg; † 27. Januar 1826 in Freiburg i.Br.), Atlas Suisse[1]

## 19. Jahrhundert
- Jakob Melchior Ziegler (* 1801 in Winterthur; † 1883 in Basel)
- Johann Jakob Sulzberger (* 1802 in Frauenfeld; † 1855)
- Hermann Siegfried (* 14. Februar 1819 in Zofingen; † 5. Dezember 1879 in Bern)
- Heinrich Müllhaupt (* 1820,  † 1894)
- Friedrich Müllhaupt (* 1846, † 1917)
- Gottfried Kümmerly (* 1822; † 1884)
- Rudolf Leuzinger (* 1826; † 1896)
- Hermann Kümmerly (* 1857; † 1905)
- Xaver Imfeld (* 21. April 1853 in Sarnen; † 21. Februar 1909 in Zürich)
- Fridolin Becker (* 1854; † 1922)
- Jakob Schlumpf (* 1857; † 1916)
- Eduard von Orel (* 1877; † 1941)
- Johann Heinrich Wild (* 1877 in Mitlödi; † 1951)
- Eduard Imhof (* 25. Januar 1895 in Schiers; † 27. April 1986 in Erlenbach ZH)

## 20. Jahrhundert
- Ernst Spiess (* 1930)